# Дженніфер Келлер
Дженніфер Келлер (англ. Jennifer Keller) — вигадана персонаж у науково-фантастичному телесеріалі «Зоряна брама: Атлантида», яку грає канадська акторка Джуел Стейт.

## Біографія персонажу
Дженніфер Келлер народилася у невеликому місті Чіппева-Фоллс, штат Вісконсин. Обдарована дитина, вона закінчила школу у 15 років, три роки раніше за однолітків, та здобула ступінь бакалавра ще того, як їй виповнилося 18. Мати Дженніфер померла за кілька років до того, як дівчина долучилася до експедиції «Атлантіс», залишивши батька її єдиною родиною. Дженніфер боїться висоти та потерпає через вертіго.

### Кар'єра
Свою роботу в Атлантиді Келлер розпочала лікаркою у складі команди доктора Карсона Бекета. Після загибелі Бекета Дженніфер отримала посаду головної лікарки експедиції. Але, попри гарну оцінку своєї роботи з боку колег та керівництва, сама вважала це призначення тимчасовим, а себе — недостатньо кваліфікованою, аби гідно замінити Карсона.
Однак, з часом вона набуває впевненості та демонструє не тільки високі професійні навички, але й здатність до нестандартних рішень у складних ситуаціях, рятуючи життя Елізабет Веїр та Родні Маккея.
Також вона проявляє себе здібною науковицею, зумівши синтезувати сироватку, що врятувала життя клона Карсона Бекета, та продовжуючи дослідження ретровірусу Бекета з метою позбавити рейфів від необхідності харчуватися людьми.

### Особисте життя
У кінці п'ятого сезону після невизначеності стосунків із Рононом Дексом та Родні Маккейєм віддає перевагу Родні.

### Іншопланетний вплив
Як і більшість головних персонажів серіалу, Келлер неодноразово потрапляє під вплив іншопланетних істот та технологій.
- Разом з командою підполковника Шеппарда вона стає жертвою нічних кошмарів, спричинених кристальним створінням з M3X-387[7]. Але водночас саме Келлер помічає зв'язок між жахіттями членів загону та подіями на M3X-387, що дозволяє Саманті Картер застосувати модифікований пристрій з P7J-989[8], аби повернути створіння назад у кристал та позбутися загрози для експедиції.
- Після вибуху однієї з лабораторій Майкла Дженніфер заражається невідомим патогеном, що спричиняє перетворення в її тілі, схожі з процесами формування корабля-вулика рейфів. Під загрозою опиняється як сама Келлер, так і уся база «Атлантіс»[6].

### Альтернативні версії
- У 2007 році людиноподібна репліка Дженніфер Келлер очолює рештки групи Ніама — таємної фракції Асуран, що присвятили себе пошуку шляхів вознесіння[9]. Відокремившись від основної спільноти реплікаторів під командуванням Оберота, група на власній копії Атлантиди здійснює експерименти над власноруч створеними клонами Веїр та команди Шеппарда. Під час атаки флоту Оберота реплікатор Келлер припиняє своє існування, але перед тим встигає передати в Атлантиду пристрій, що дозволяє у реальному часі відстежувати місцеперебування усіх крейсерів класу «Аврора» у складі флоту Асуран. Ця інформація відіграє ключову роль в одержанні остаточної перемоги над реплікаторами[10].
- У 2008 році Джон Шеппард, пройшовши крізь Зоряну браму на M4S-587[11] під час сонячного спалаху, переноситься на 48000 років в майбутнє, чим спричиняє розвиток альтернативної часової лінії, де Майкл та його гібриди стають домінуючою силою в Пегасі. Невзмозі змиритися с новою політикою IOA, Келлер та Маккей повертаються на Землю. Їхні нетривалі романтичні стосунки завершуються зі смертю Дженніфер від побічних ефектів хоффанського вірусу. Присвятивши решту свого життя пошуку можливостей повернути Шеппарда, альтернативному Маккею вдається виправити ситуацію.
- В альтернативному всесвіті 2009 року Келлер офіційно обіймає посаду коронера у Лас-Вегасі, тоді як насправді працює у Зоні 51[12].

## Номінації за виконання ролі
- У 2008 році за виконання ролі Келлер Джуел Стейт була номінована на Gemini Award у категорії «Best Performance by an Actress in a Continuing Leading Dramatic Role»[13].
- У 2009 році вона також була номінована на Leo Award у категорії «Best Lead Performance by a Female in a Dramatic Series»[14].

## Цікаві факти
- Загалом Дженніфер Келлер з'являється у 33 зі 100 серій телесеріалу «Зоряна брама: Атлантида».
- За задумом Мартіна Геро, Келлер мала бути канадкою і під час зйомок першої серії з її участю на уніформі акторки був канадський прапор. Але згодом було вирішено не збільшувати кількість персонажів канадського походження (серед яких вже був, наприклад, Родні Маккей), і за допомогою візуальних ефектів прапор Канади на вже відзнятих кадрах було прибрано[15].
- За півтора року до появи Келлер Джуел Стейт зіграла епізодичну роль дівчини-рейфа Еллії[16].
- За словами Джозефа Малоцці — одного зі сценарістів та продюсерів Зоряної Брами, під час зйомок другої серії п'ятого сезону «Насіння» Стейт повинна була з'являтися на майданчику о четвертій годині ранку, бо процес гримування її персонажки займав 3-4 години[17].